# أرميجن بين
أرميجن بين (بالإندونيسية: Armijn Paneْْ)‏ المعروف أيضا باسم أدناتا (16 فبراير 1970 18 أغسطس 1908)  كان كاتب وصحفي إندونيسي.
تم تكريمه لعمله في الأدب من قبل حكومة جمهورية إندونيسيا في عام 1969.  توفي في جاكرتا بعد بضعة أشهر فقط، في فبراير 1970.
كان شقيقه سانوسي بين أيضًا كاتبًا وصحفيًا معروفًا.

## قائمة مختارة من أعماله

### المسرحيات
- Lukisan Masa, جاكرتا: Poedjangga Baroe, 1937
- Setahun di Bedahulu, جاكرتا, 1938
- Nyai Lenggang Kencana, جاكرتا: Poedjangga Baroe, 1939
- Kami, Perempuan, جاكرتا, 1943
- Antara Bumi dan Langit, جاكرتا, 1944
- Di Tepi Pancuran, جاكرتا 1944
- Melihat Bapak Mataku Buta, Jajarta 1944
- Jembatan Garuda, جاكرتا 1944
- Kisah Antara Manusia, جاكرتا: بالاي بوستاكا, 1953
- Jinak-Jinak Merpati, جاكرتا: بالاي بوستاكا, 1953

### الروايات
- Belenggu (Shackles), جاكرتا: Dian Rakyat, 1940

### الشعر
- Jiwa Berjiwa, جاكرتا: Poedjangga Baroe, 1939
- Gamelan Jiwa, جاكرتا: بالاي بوستاكا, 1960

### Anthologies
- Kort overzich van de moderne Indonesische Literatuur, بالاي بوستاكا, 1949
- Sanjak Muda Mr Muhammad Yamin, جاكرتا: Firma Rada, 1953